# Cabo Mesurado
Cabo Mesurado (en inglés: Cape Mesurado) es un punto de la costa de Liberia situado cerca de la capital, Monrovia y en la desembocadura del río Saint Paul. Fue bautizado como Cabo Mesurado por los navegantes portugueses en la década de 1560. Es el promontorio en el que los colonos afroamericanos procedentes de los Estados Unidos establecieron la ciudad actualmente conocida como Monrovia el 25 de abril de 1822.
En Cabo Mesurado existe un faro, situado en el barrio de Mamba Point de Monrovia en el nordeste del cabo, que fue construido en 1855. Actualmente está inactivo, aunque el gobierno liberiano está buscando ayuda económica para restaurarlo y ponerlo nuevamente en funcionamiento.

## Historia

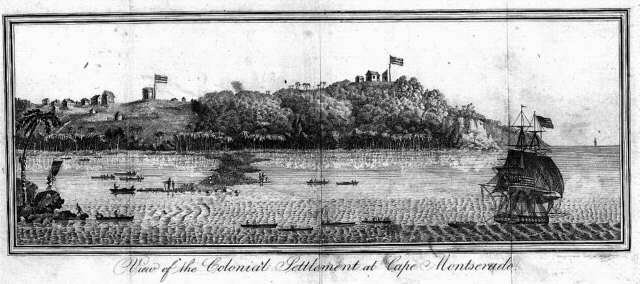
Asentamiento colonial de Cabo Mesurado

Como Cabo Mesurado era una base para el comercio ilegal de esclavos, en el año 1815 el gobernador Charles William Maxwell de Sierra Leona envió una fuerza armada para ocupar el lugar, confiscando barcos, mercancías y rescatando a los esclavos africanos que eran forzados a trabajar allí. Los sus crímenes, los propietarios Robert Bostock y John McQueen fueron condenados a catorce años de destierro en Nueva Gales del Sur, Australia, por el vicealmirantazgo.: 1145 
La intervención en el comercio ilegal de esclavos continuó el año siguiente cuando el HMS "Reina Carlota" interceptó al barco "Le Louis", que se sospechaba estaba siendo utilizado para el transporte de esclavos.
En 1821 la Sociedad Americana de Colonización envió a un representante, el Dr. Eli Ayers para que adquiriera terrenos al norte de la costa de Sierra Leona, donde los colonos habían desembarcado anteriormente, en Sherbro Island, pero ante el terreno pantanoso de la isla y sus condiciones insalubres, abandonaron el asentamiento.
Con la ayuda de Robert F. Stockton, un oficial naval de los Estados Unidos, Ayers buscó un lugar donde establecer una nueva colonia. Stockon emprendió negociaciones con los líderes de los pueblos Dei y Bassa que vivían en la zona de Cabo Mesurado. Al principio los líderes tribales como el Rey Peter fueron reticentes a entregar la tierra de su pueblo a los extranjeros, pero fueron persuadidos por la fuerza -según algunos relatos a punta de pistola- y finalmente cedieron una franja de tierra costera de unos 35 km de largo y 3 km de ancho a cambio de diversos bienes, armas y ron por un valor aproximado de 300 $ de la época.
La colonia de Cabo Mesurado se enfrentó a muchos de los obstáculos que había sufrido la colonia de Sherbro Island: pocos recursos, así como terrenos pantanosos y condiciones insalubres. También se produjeron conflictos con las tribus locales, resentidas con los colonos américo-liberianos -que habían sido esclavos o hijos de esclavos en los Estados Unidos antes de su emigración a África -que trataban de crear un hogar para los esclavos libres. Dirigidos por Lott Carey y Elijah Johnson, los américo-liberianos organizaron su defensa contra los ataques de los indígenas y rechazaron el ofrecimiento de ayuda militar por parte de los británicos a cambio de ondear la bandera británica en Cabo Mesurado.